# Лерман, Карл
Карл Лерман (нем. Karl Lerman; 29 сентября 1887, Жатец — 12 октября 1957) — австрийский архитектор и преподаватель университета.
Его здания в Брно, Линце и Вене характеризуются современными формами, которые в сочетании с элементами классицизма создают монументальный эффект.

## Биография
Карл Лерманн родился в скромной семье в Саасе в 1887 году, отец Венцль Лерманн — сапожник и мать Анна Лерманн — рабочая завода Россбах. С 1902 по 1905 год он прошёл обучение на каменщика в Саазе, с 1904 по 1908 год учился в государственном ремесленном училище в Пльзене.
Затем он работал техником в строительной мастерской в Саазе. С 1908 по 1912 год учился в Венской академии изящных искусств у Фридриха Омана.
После окончания учёбы получил премию Гюнделя в 1912 году и работал в архитектурном бюро Fellner &amp; Helmer в Вене. Вместе с Рюдигером Вальтером основал собственный офис в Вене и с успехом принимал участие во многих архитектурных конкурсах, хотя большая часть проектов не была реализована. В 1915 году он пошёл добровольцем на военную службу в железнодорожные войска в Корнойбурге. В 1916 году он женился на Эмили Стайлс в Мёдлинге.
Для своего родного города Сааз он разработал несколько строительных проектов, в том числе для евангелическо-лютеранского прихода священника (Reitschoweser Straße, 1912 г.) и памятника (не сохранившегося) фермеру-хмелеводу в офисе выдачи алкогольной продукции (Dr.-Damm-Straße, 1932 г.).
В 1912 году он занял 2-е место после Отто Вагнера со своим сокурсником Рюдигером Вальтером в архитектурном конкурсе Городского музея кайзера Франца Иосифа в Вене; этот успех был связан с присуждением премии Гунделя в размере 8500 крон (около 45 000 евро). В 1918 году он получил приз в размере 1800 крон от Фонда Марии Грефин Хойос -Амерлинг.
После Первой мировой войны он начал преподавать в 1919 году в качестве профессора Техническо-коммерческой федеральной школы в Мёдлинге .
После муниципального совета Перхтольдсдорфа в апреле 1920 г. было принято решение выпустить экстренные деньги (чтобы заменить монеты меньшим номиналом, которых больше не было в достаточном количестве), Карлу Лерманну было поручено разработать экстренные денежные банкноты. Он разработал банкноты номиналом 10, 20 и 50 геллеров, которые достигли общего тиража 880 000 и общей стоимостью 146 000 крон (4600 евро).
В 1920-х годах он добился наибольшего профессионального успеха, поскольку многие его проекты были выполнены в Брно, Линце и Вене и их южных окрестностях (Перхтольдсдорф, Мёдлинг и др.).
В 1930 г. он был награждён Серебряным крестом за особые заслуги перед австрийским государством за просветительскую работу.
В 1935 году его перевели в государственное торговое училище в Вене. 1 августа 1940 года он подал заявление о приёме в НСДАП Введён в должность в октябре (членский номер 8 461 448). После Второй мировой войны вышел на пенсию в 1946 году и написал несколько учебников по архитектуре. Карл Лерманн умер в 1957 году в возрасте 70 лет. в Мёдлинге, где он и был похоронен.

### Значение
Лерманн пережил поворот к модернизму, через консервативное влиянием своего учителя Оманна, с ориентированием в дальнейшем на Новую вещественность Отто Вагнера.
Его первые наброски были выполнены в духе позднего историзма и неоклассического монументального искусства с ярко выраженной вертикальной структурой, в двухквартирном доме на Райснерштрассе 27/29 в Вене. Его общественные здания, построенные в начале 1920-х годов, характеризуются современными формами, которые в сочетании с элементами стилизованного историзма создавали монументальный эффект. Далее он обратился к экспрессионизму, используя мотивы ар-деко, например, в многоцелевом здании с аптекой в Усти-над-Лабем. В 1930-х годах он также использовал эстетические и конструктивные принципы интернационального стиля, например в строительстве энергетического центра Техническо-коммерческой федеральной школы в Мёдлинге.

## Проекты
- 1912—1913: двухквартирный дом в Вене 3, Райснерштрассе 27/29 (с Рюдигером Вальтером)
- 1913: Ряд таунхаусов для производителя Людвига Хёфлера в Мёдлинге, Людвиг-Хёфлер-Гассе (с Рюдигером Вальтером)
- 1913: Вилла в Марии Энцерсдорф, Helferstorferstraße 62 (с Рюдигером Вальтером)
- 1914: Вилла в Мёдлинге (с Рюдигером Вальтером)
- 1915—1917: военное кладбище в Корнойбурге, Stockerauer Straße 77.
- 1916: Мост через гостиницу в Замсе (Тироль)
- 1921: Вилла Bergschlösslgasse 3 в Линце
- 1922: Генеральная дирекция Горно-металлургической компании в Брно / Брно-место, Коближна 49/21
- 1923: Вилла для директоров горно-металлургической компании в Брно / Брно-стршед (Странице), Лерхова 306/14.
- 1923: Вилла для работников горно-металлургической компании в Брно / Брно-стршед (Странице), Махенова 303.364/16.18
- 1923: Резиденция для работников горно-металлургической компании в Брно / Брно-стршед (Вевержи), Увоз 422/47.
- 1923: Вилла Шлоссера (особняк компании по производству электричества и трамвая) в Линце, Ауф дер Гугль 48.
- 1926: Штаб-квартира локомотивного завода в Линце Krauss &amp; Comp. в Линце, Kraussstraße 7 (преобразована в школу в 1931 году)
- 1926—1928: административное здание кладбища в Мёдлинге, Guntramsdorfer Straße 28 (совместно с O. Straeche)
- 1929: Многофункциональное здание (аптека) в Усти-над-Лабем (разрушено).
- 1930: Энергетический центр Федеральной технико-коммерческой школы в Мёдлинге.
- 1932: Вилла Нойдек в Вене 23 (Лизинг)
- 1946: Народный дом в Зигмундшерберге
- 1946: Мельничный завод в Бидермансдорфе

## Избранные сочинения
- Нарисуйте, спланируйте и работайте. В: Техническо-коммерческая федеральная школа Мёдлинга в первое десятилетие своего существования, 1919—1929 гг. Вена 1929.
- Практическая строительная инженерия. Учебно-справочное пособие для мастеров-строителей, прорабов и студентов строительного дела. 2 тома, Гейдельберг, 1948 г.

## Использованная литература
- Петра Главачкова: Архитектурная работа Карла Лерманна. Брно 2007. (Диссертация на кафедре истории искусств Масарикова университета в Брно)
- Петра Главацкова: Новый архитектор Карл Лерманн мези Видни в Брнем. (Между Веной и Брно, вновь открытый архитектор Карл Лерманн) В: Лукаш Фасора, Иржи Гануш, Иржи Малирж: Брно Видни, Видень Брну. Земская митрополия в центре Ржише в 19 столетии. (Брно — Вена, Вена — Брно. Государственные метрополии и центр империи в XIX веке Века) Брно, 2008 г., ISBN 978-80-86488-50-9, стр. 293 и далее.